# Идей (остров)
Идей (англ. Eday) — остров в Оркнейском архипелаге возле северного побережья Шотландии. Расположен в 24 километрах к северу от главного острова Мейнленд, имеет площадь около 28 км² и является девятым по этому показателю в группе островов.
Идей в первую очередь известен своими памятниками, в том числе и несколькими стоячими камнями-мегалитами. На острове также находится «дом Кэррика», построенный известным пиратом Джоном Гоу.

## Название
Название острова происходит от древненорвежского «Eiðey», что означает перешеек.

## География

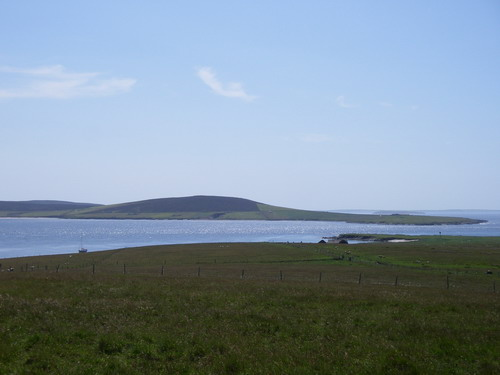
Вид на Идей с острова Фари.

Расположен в центре северной части Оркнейских островов. Ближайшие крупные острова — Уэстрей на северо-западе, Сандей на северо-востоке, Стронсей на юго востоке, Раузи на востоке.
Центральную часть острова занимают вересковые пустоши и болота.
Остров известен гнездящимся на острове морскими птицами.

## Экономика

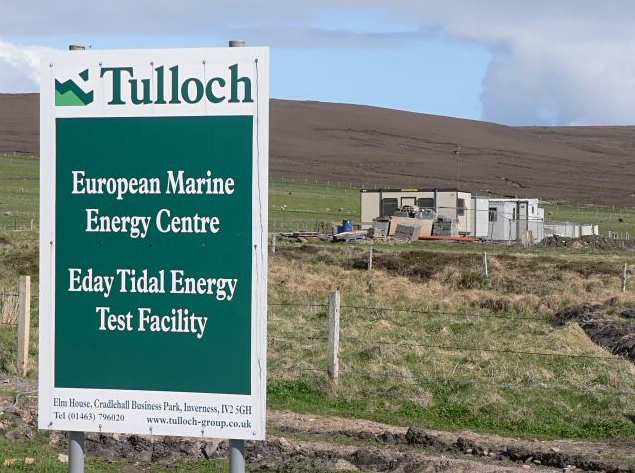
EMEC

Ранее основу экономики острова составляла добыча торфа и песчаника. В частности, добывавшийся на острове жёлтый песчаник использовался в строительстве собора святого Магнуса в Керкуолле.
Во втором по величине населённом пункте на Мейнленде Стромнесс был основан Европейский морской энергетический центр (EMEC). В филиале центра на Идее расположена экспериментальная энергетическая приливная установка. По данным компании размещённая на дне турбина является крупнейшей в своём роде в мире, благодаря диаметру лопастей который составляет 18 метров. Скорость вращения лопастей турбины достаточно медленная, 6—8 оборотов в минуту что позволяет не причинять вреда окружающей среде. Энергетическая установка должна обеспечивать энергией коммерческий компьютерный центр который будет построен на севере Шотландии
Фонд развития Идея поддерживает многие проекты целью которых является развитие острова. Основными проектами фонда является развитие энергетики острова, планируется покупка нового дизельного хранилища для острова, а также установка ветрогенератора. Проекты фонда привнесли в экономику острова около 380 000 фунтов в 2005—2007 годах.
В июле 2008 года на Идее состоялось открытие центра посещений острова, создан туристический информационный пункт. Центром наследия острова открыта выставка исторического наследия острова, создан архив.

## Транспорт
На остров можно попасть как воздушным так и морским путём. На острове расположен местный аэродром Идей, называемый местными жителями «Лондонский» по прилегающей бухте Лондон.
Паром на Идей ходит от столице Оркней города Керкуолл на Мейнленде.

## Известные уроженцы
Известный австралийский профсоюзный деятель, член австралийской лейбористской партии Уильям Спенс родился в 1846 году на острове Идей.